# Антонінський заказник
Антоні́нський зака́зник  — гідрологічний заказник місцевого значення в Україні. Розташований у межах Хмельницького району Хмельницької області, в межах смт Антоніни. 
Площа 567 га. Статус надано згідно з рішенням 22 сесії обласної ради від 21.03.2002 року № 11. Перебуває у віданні: Антонінський рибцех Хмельницького облрибокомбінату. 
Статус надано з метою збереження частини водно-болотного комплексу — акваторія ставу і прибережні ділянки в заплаві річки Ікопоть.